# Stan Van Damme
Stan Van Damme, ook wel Stanneman genoemd, is sinds 2012 een personage in de Vlaamse soapserie Thuis dat sinds 2019-2021 gespeeld wordt door Lennart Lemmens. Hij nam de fakkel over van Jannes Coessens, die de rol zeven jaar vertolkte.

## Fictieve biografie
Stan is de zoon van de huisarts Judith Van Santen en de overleden piloot Kurt Van Damme. Stan heeft één zus: Emma Van Damme. Stan kan opvliegend overkomen maar dit wordt niet vaak serieus genomen. Stan vindt ook vaak dat hij op de laatste plaats komt, vooral met de problemen met zijn zus Emma in de periode 2012-2014 vond hij dat hij te weinig aandacht kreeg. Wanneer Judith en Tom De Decker, die al jaren samen een gelukkig gezin vormen, vlak na hun trouw in seizoen 23 uit elkaar gaan, loopt Stan thuis weg. Tom had overspel gepleegd, maar Stan vond dat de schuld voor de breuk vooral bij Judith lag omdat ze kwaad bleef op Tom en meteen de scheiding in gang zette terwijl ze ook gewoon een gezin hadden kunnen blijven.
Wanneer Stan terugkeert, wil hij niet meer bij zijn moeder wonen en trekt daarom bij Tom in. Stans gedrag verslecht echter met de dag en hij luistert naar niemand. In 2018 krijgt Stan plots zware problemen wanneer Leo Vertongen hem op zijn slecht gedrag wijst en hij Leo daarvoor het ziekenhuis in slaat, daarop wegvlucht met zijn brommer zonder dat hij daar een rijbewijs voor heeft, hierbij Britney aanrijdt en daarna een vluchtmisdrijf pleegt. De jeugdrechter stuurt hem voor die feiten voor drie maanden naar een instelling. Wanneer Stan terugkeert uit die instelling verloopt zijn band met zijn moeder beter en trekt hij weer bij het gezin in. Stan gaat als nieuwe hobby mee zwemmen met Joren De Witte. Hij heeft het niet echt voor de zwemcoach, Jacques Pieters, maar gaat verder graag naar de zwemtraining. Aan Joren heeft hij ook een goede vriend, dus Stan herneemt zijn leven beetje bij beetje.
Wanneer hij te weten komt dat zijn moeder en Jacques een relatie beginnen, is het hek van de dam. Emma heeft ondertussen een vriend en blijft soms daar slapen, en Judith gaat af en toe met Jacques op stap, waardoor Stan vaak alleen thuis zit. Stan vindt opnieuw dat hij op de laatste plaats komt en begint zijn moeder te mishandelen. Judith durft niemand zeggen dat haar verwondingen van Stan komen. Later verzint Stan dat hij door Jacques is aangerand in de kleedkamers van het zwembad. Joren, die verliefd op Stan is, getuigt dit ook voor hem. Terwijl dit onderzoek loopt, wordt gedacht dat Jacques ook achter de verwondingen van Judith zit. Jacques blijft zijn onschuld verdedigen en legt ineens de link tussen de verwondingen bij Judith en de valse klacht van Stan en vertelt dit aan Emma. Tijdens een climax vraagt Judith Stan te stoppen met liegen. Wanneer hij haar tegen de grond slaat, komt Emma binnen. Stan wil op dat moment ook Emma aanvliegen. Tom komt echter binnen en is net op tijd om hem tegen te houden. Judith en Tom beslissen daarop samen om Stan te laten opnemen in een psychiatrische instelling.
Stan wordt enige tijd later ontslagen uit de instelling en woont terug bij zijn moeder. Het leven van Stan lijkt goed te gaan en hij trekt op met Joren en hun nieuwe vriend Boris. Joren geeft toe dat hij verliefd is op Stan, en Stan laat uitschijnen dat het wederzijds is maar dat hij het traag wil aanpakken. Maar wanneer Joren zijn vader Bill in een café neerslaat, ontspoort Stan weer. Wanneer Jacques met Joren over het incident tussen hem en zijn vader wil gaan praten, duiken Stan en Boris op om Jacques uit te schelden en te lachen, terwijl ze ondertussen filmen met hun smartphone. Later, wanneer Eddy Van Notegem zijn vriendin Angele Backx staat op te wachten aan een sportcentrum, slaat Stan zonder reden Eddy in elkaar en filmt Boris dit. Ze denken stoer te zijn omdat Joren dit ook met zijn vader deed. Ze zetten het filmpje nadien op het internet.
Wanneer de drie op een dag spijbelen en samen op pad zijn om te drinken en plezier te maken naast een spoorweg, loopt het bijna fout af. Wanneer ze de spoorweg oversteken door tussen de slagbomen te slalommen, valt Joren met zijn fiets. Zijn vader Bill, die samen met Frank op zoek is naar Joren en dit ziet gebeuren, loopt de sporen op om Joren van voor de trein weg te sleuren, maar wordt hierbij zelf aangereden. Bill overleeft de klap niet en Joren is ontroostbaar, maar Stan lijkt niet veel om zijn dood te geven. Hij vindt dat hij er geen schuld aan treft, ook al wordt hem door de rechter een zware schadevergoeding opgelegd voor spoorlopen. Hij laat Joren volledig vallen en zegt dat hij nooit iets voor hem heeft gevoeld, waarop het contact tussen de twee verbroken wordt.
Stan krijgt een job aangeboden op de wijngaard van Kobe, maar is ontevreden met zijn loon en haat het werk. De relatie met zijn moeder is nog steeds slecht en hij blijft bij Tom wonen, die weinig vat op hem heeft. Wanneer hij tijdens het zwemmen bijna  verdronken wordt door een woedende Jacques, wordt hij gered door Joren, maar Frank waarschuwt Stan om tegen niemand iets te zeggen.  
Na verschillende incidenten op de wijngaard ontslaat Waldek hem. Zijn tante Thilly wil hem opnieuw helpen zoeken naar een job maar Stan zegt dat hij gewoon met rust gelaten wil worden. Wanneer Thilly niet opgeeft, valt Stan haar aan. Hij schrikt van zichzelf en laat zich opnieuw opnemen in de psychiatrie. Later volgt Stan een opleiding voor soldaat. Hij vertrekt op humanitaire missie naar Mali en neemt afscheid van zijn familie in België. Later laat hij aan zijn moeder Judith Van Santen weten dat hij verliefd is geworden op een collega soldaat en niet meer terugkeert naar België.